# Мегаземля

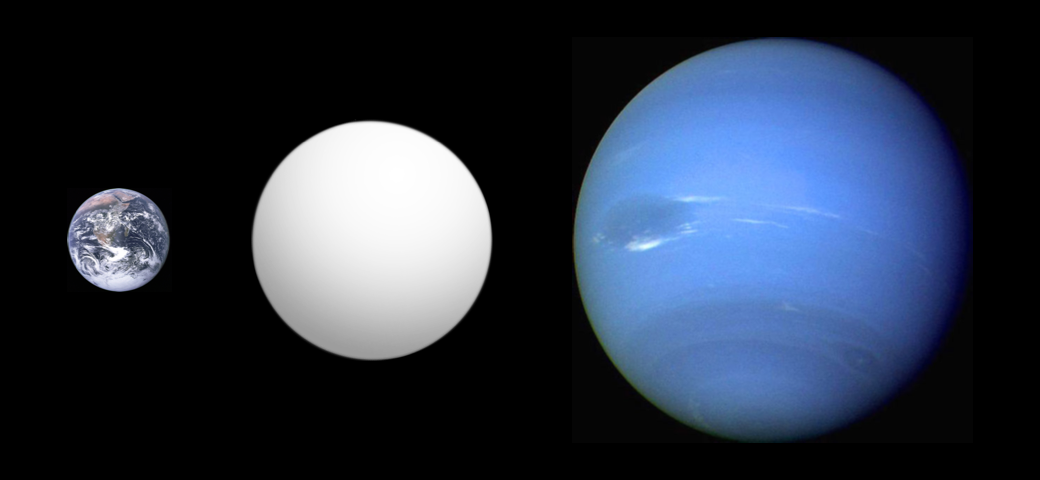
Сравнение размеров мегаземли Kepler-10 c (устарелые данные) с Землёй и Нептуном

Мегаземля — массивная  экзопланета земного типа, которая по меньшей мере в десять раз больше массы Земли. Мегаземля существенно массивнее суперземель. Термин мегаземля был впервые введен в 2014 году, после открытия экзопланеты Kepler-10 c с массой, сравнимой с массой Нептуна и плотностью значительно большей, чем у Земли. Однако позже было определено, что первоначально масса Kepler-10 c была определена неправильно, и на самом деле это ничем не примечательная Нептуно-подобная планета. Тем не менее, с тех пор термин мегаземля плотно вошел в употребление, и вполне вероятно таковые вскоре будут найдены.  Хорошим кандидатом в настоящие мегаземли является экзопланета Kepler-277 b с предполагаемой массой в 84 Земных, но ее параметры требуют подтверждения и возможно также будут пересмотрены.